# Cofidis
Pour les articles homonymes, voir Cofidis (homonymie).

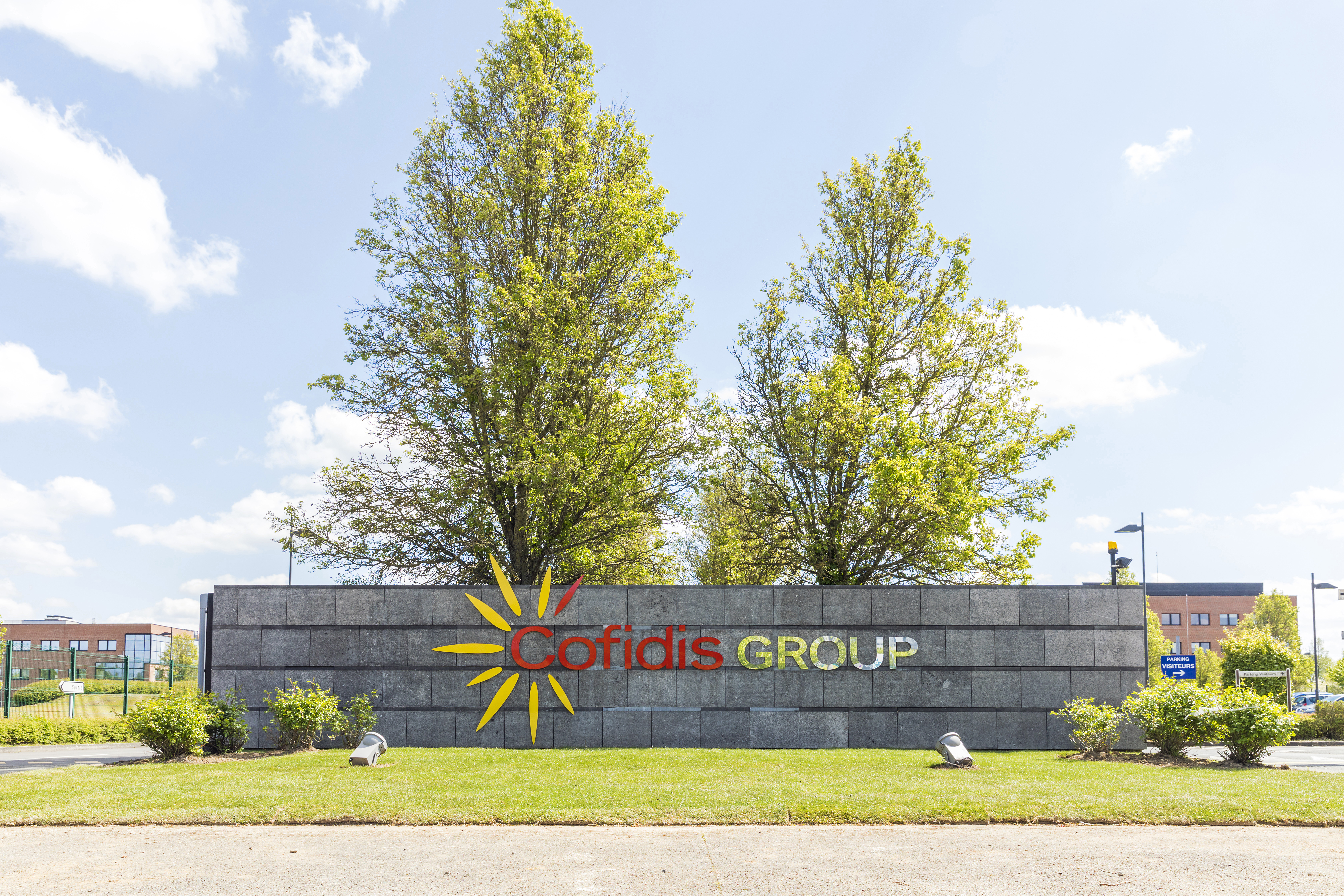
Siège de Cofidis, situé à Villeneuve-d'Ascq.

Cofidis, pour « Compagnie financière de distribution », est une société de Cofidis Group (qui possède notamment Monabanq, et filiale de Crédit Mutuel Alliance Fédérale) spécialisée dans le crédit vendu et géré à distance, dont le siège est situé à Villeneuve-d'Ascq à la Haute-Borne.
Cofidis propose aujourd'hui une gamme complète de crédits : prêt permanent, prêt personnel, rachat de créances, cartes de crédit et solutions de paiement sur Internet.

## Histoire
Cofidis est créée en 1982 par François Migraine pour aider les clients à financer leurs achats dans le catalogue des 3 Suisses. En 2008, le Crédit mutuel devient son actionnaire majoritaire,. En 2024, le Crédit mutuel achète les 20% de parts restantes qui étaient détenues par Otto Group et la famille Mulliez et détient donc à 100% Cofidis ainsi que ses société sœurs Monabanq et Creatis.

## Activités
Cofidis développe des offres dans plusieurs domaines :
- le crédit renouvelable (associé ou non à une carte de paiement) ;
- les prêts personnels pour réaliser des projets ;
- le regroupement de crédits une solution pour éviter le surendettement ;
- les assurances.

## Implantation
Cofidis est implanté dans neuf pays en Europe : France, Belgique, Espagne, Italie, Portugal, République tchèque, Hongrie, Pologne et Slovaquie.
En France, Cofidis emploie plus de 1 500 employés, réunis sur le site de Villeneuve-d'Ascq, dans le Nord.

## Acquisitions
Fin mai 2023, Cofidis annonce l’acquisition de Magyar Cetelem Bank, la filiale hongroise dédiée au crédit à la consommation de la banque BNP Paribas. Avec cette acquisition, Crédit Mutuel Alliance Fédérale devient le premier acteur du crédit à la consommation en Hongrie, en dehors des réseaux bancaires nationaux.
Le 1er février 2024, Cofidis Group a annoncé le rachat de la plateforme numérique Carizy, site de vente de véhicules d’occasion entre particuliers.

## Communication

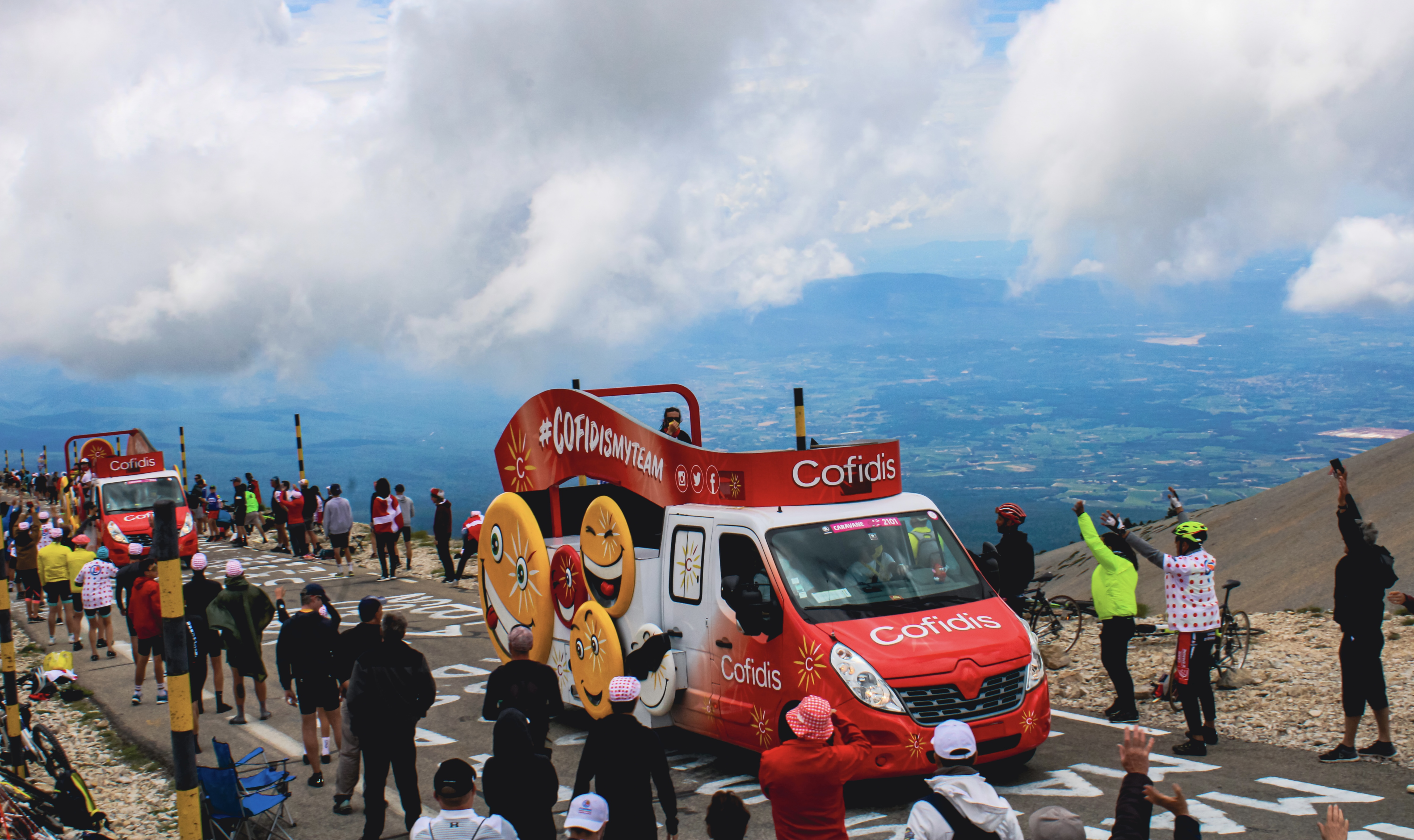
Véhicule publicitaire dans le Tour de France 2021

Depuis 1996, Cofidis sponsorise une équipe cycliste qui participe chaque année au Tour de France. Cofidis est présent sur internet depuis 1997.
Elle a pour slogan : 
- Depuis 2020 : « Le crédit qui fait la différence. »
- Depuis 2013 : « Changez votre regard sur le crédit. »
- Avant 2013 : « Le crédit sous un nouveau jour. »

En 2020, Cofidis a eu recours à un placement de produit particulièrement voyant dans la série télévisée Astrid et Raphaëlle[réf. nécessaire].